# Neri per Caso
Neri per Caso es un grupo vocal de música a capella (sin acompañamiento instrumental), originario de Salerno (Italia).

## Biografía

### El nombre
El grupo, originalmente fundado en 1990 por el cantante y músico italiano Diego Caravano, se llamó CRECASON, un acrónimo de las iniciales de los apellidos Crescenzo y Caravano, además de la inicial del apellido de otro integrante que formaba parte del grupo antes del nacimiento de  "Neri Per Caso". El nombre actual del grupo nació una noche cuando el compositor y letrista italiano Claudio Mattone fue testigo de su actuación en un club nocturno en Roma y al verlos todos vestidos de pantalones vaqueros y camisa negros, les preguntó si siempre se vestían así. Uno de ellos respondió "No, è stato un caso" (No, ha sido casualidad) por lo que Mattone optó por llamarlos "Neri Per Caso" (Negros por casualidad, en idioma castellano).
Los integrantes restantes del grupo fueron: Domenico Pablo "Mimi" Caravano y Gonzalo Caravano, hijos del cantante italiano Jimmy Caravano, popular entre los años 50 y los años 60; Diego Caravano, Ciro Caravano, Mario Crescenzo y Massimo de Divitiis.

### Carrera artística
El grupo empezó a cantar en los locales de Salerno, y obtuvieron la victoria en la sección de "Nuove Proposte" (Nuevas propuestas) del Festival de San Remo de 1995 con la canción Le ragazze (Las Chicas) de Claudio Mattone, cantada a capela. A raíz de esto, firma su primer contrato discográfico con la empresa Easy Records Italia y presenta su primer disco Le ragazze, que contiene versiones de famosas canciones italianas y dos nuevas canciones, el cual tuvo un gran éxito, por el cual el grupo ganó 6 Discos de Platino.
En 1996, su segundo disco, Strumenti (Instrumentos), fueron agregados instrumentos electrónicos, acústicos y de percusión (tazas, cucharas, bolsas, etc).  Con la canción Mai più sola (Nunca más sola) de Claudio Mattone, el grupo repitió la experiencia del Festival, quedando en el quinto lugar. Su tercer disco …And so this is Christmas (... Y entonces esto es Navidad) se publicó en 1996, justo antes de Navidad y contiene versiones de famosas canciones como White Christmas (Blanca Navidad), Oh Happy Day (Que feliz día), Happy Xmas (war is over) (Feliz Navidad (la guerra se acabó)) de John Lennon y Yōko Ono y Quando canción que se interpretó para la película de animación de Walt Disney Productions, El jorobado de Notre Dame.
En 1997, el grupo firmó contrato con la filial italiana de la empresa discográfica EMI Music, lanzando a finales de noviembre de 1997, su cuarto disco Neri per Caso. El álbum contenía 12 canciones incluyendo Jamming, del cantautor jamaiquino Bob Marley y 3 versiones de canciones italianas, incluida Centro di gravità permanente (Centro de gravedad permanente) del compositor Franco Battiato. Posteriormente, se decidió lanzarlo en una versión para países hispanoparlantes y unos pocos temas en italiano de su primer disco.
En 1999 realizaron conciertos en Asia y América Latina. En mayo de 2000, el grupo lanzó el álbum Angelo Blu (Angel Azul) para EMI Music, que contiene Sarà (Será), versión en italiano de Heaven Must Be Missing An Angel de los compositores Freddie Perren y Keni Saint Lewis., grabada por el grupo estadounidense Tavares.
El 7 de junio de 2002 se publicó el CD de recopilación, La Raccolta (La Cosecha), junto con dos temas inéditos: Amore psicologico (Amor psicológico) y Tu sei per me (Tu eres para mí). 
En abril de 2007 participó en "Notte degli Angeli" (Noche de los Ángeles) transmitido por el canal italiano internacional Rai International. En el momento de la salida de la edición restaurada y remasterizada de la cinta de Walt Disney Productions "El libro de la selva", en noviembre de 2007, grabaron a capela la canción Siamo tuoi amici (Somos tus amigos), que pasó a formar parte de los contenidos de esta edición especial.
Por unos años dieron conciertos en todo el mundo y el 15 de febrero de 2008 se publicó su nuevo álbum, titulado Angoli Diversi (Diferentes ángulos), producida por Tullio Mattone y con la participación de once destacados intérpretes de la música italiana, tales como Mango, Lucio Dalla, Luca Carboni, Samuele Bersani, los Pooh, Claudio Baglioni y Gino Paoli, que, en ocasiones, han reinterpretado con el grupo algunas canciones de su repertorio "a capella". Para anticipar el lanzamiento del álbum What a Fool Believes (Lo que el tonto cree) realizado con Mario Biondi, en marzo de 2009, con este disco el grupo ganó el premio de "CARAS" (Contemporary A Cappella Recording Awards). Con su siguiente disco "Donne", cantantes populares italianos fueron acompañados por el grupo, en versiones a capella.
En septiembre de 2014 Diego Caravano abandona el grupo para dedicarse exclusivamente a la enseñanza, y en su lugar se incorpora Daniele Blaquier. Al año siguiente, el grupo graba su más reciente disco "Neri Per Caso 2.0" en el cual presentaron a su nuevo integrante y celebraron su vigésimo aniversario como grupo profesional.

## Discografía

### Álbumes de estudio
| Año de publicación | Título                             | Discográfica                                      |
| 1995               | Le ragazze                         | Easy Records Italia                               |
| 1996               | Strumenti                          | Easy Records Italia                               |
| 1996               | ...And So This is Christmas        | Easy Records Italia                               |
| 1997               | Neri Per Caso                      | EMI Music (Italia)                                |
| 1997               | Neri Per Caso (Edición en español) | EMI Music (Italia)                                |
| 2000               | Angelo Blu                         | EMI Music (Italia)                                |
| 2002               | La raccolta                        | EMI Music (Italia)                                |
| 2005               | Made in Italy                      | EMI Music (Italia)                                |
| 2007               | Solo grandi successi               | EMI Music (Italia)                                |
| 2008               | Angoli Diversi                     | Ricordi (Italia)                                  |
| 2010               | Donne                              | Ricordi (Italia)                                  |
| 2016               | Neri Per Caso 2.0                  | Elios Registrazioni Audiovisive-Sony Music Italy. |